# Gunhild Sehlin
Gunhild Sehlin, född 10 december 1911 i Eksjö, död 13 juli 1996 i Bjärnum, var en svensk barnboksförfattare. Hon blev känd över hela världen för sina barnböcker, bland andra Marias lilla åsna som översattes till flera språk.
Sehlin var lärarinna i Vittsjö 1938–1966. Hon åkte 1966 till Jordanien för att starta ett hem för utvecklingsstörda barn i Individuell Människohjälps regi. När sexdagarskriget mellan Israel och Jordanien utkämpats blev hon utvisad från Jerusalem som då blivit israeliskt. IM gav sig inte utan startade ett nytt hem i Jordanien där Gunhild Sehlin var ansvarig ledare fram till 1989.
För sina insatser i Jordanien tilldelades hon två ordnar av kung Hussein av Jordanien. Under sina verksamhetsår träffade hon Moder Teresa och Dalai Lama.
I början av 1960-talet förekom hennes texter i Sveriges Radios barnprogram.